# Gmina Vamdrup
Gmina Vamdrup (duń. Vamdrup Kommune) była w latach 1970–2006 (włącznie) jedną z gmin w Danii w okręgu Vejle Amt. 
Siedzibą władz gminy było miasto Vamdrup. 
Gmina Vamdrup została utworzona 1 kwietnia 1970 na mocy reformy podziału administracyjnego Danii. Po kolejnej reformie w 2007 r. weszła w skład nowej gminy Kolding.

## Dane liczbowe
- Liczba ludności: (♀ 3806 + ♂ 3650) = 7456
  - wiek 0-6: 9,5%
  - wiek 7-16: 15,0%
  - wiek 17-66: 63,0%
  - wiek 67+: 12,5%
- zagęszczenie ludności: 73,8 osób/km²
- bezrobocie: 3,9% osób w wieku 17-66 lat
- cudzoziemcy z UE, Skandynawii i USA: 95 na 10 000 osób
- cudzoziemcy z krajów Trzeciego Świata: 237 na 10 000 osób
- liczba szkół podstawowych: 4 (liczba klas: 51)